# Lenguas penutíes de la Meseta
Las lenguas penutíes de la Meseta (también llamada shahapwailutan o lepitan) constituyen un subgrupo dentro de la hipotética familia lingüística penutí. Son habladas en el norte de California, llegando al centro oeste de Oregón, norte de Washington y centro norte de Idaho.

## Clasificación interna
Consta de cuatro lenguas:
A. Lutumiano
1. Klamath (también llamada Klamath-Modoc y Lutuami) (c. 2500 hablantes 1981)

B. Waiilatpuano (†)
1. Molala (también llamada Molale) (extinto, †)
2. Cayuse (también llamada Cayuse) (extinto, †)

C. Lenguas sahaptianas (c. 1400 hablantes 1981)
1. Nez percé
2. Sahaptin

Se ha propuesto que estas lenguas podrían haber divergido de acuerdo con el siguiente árbol filogenético:

|  | Molala |
|  |        |
|  | Cayuse |
|  |        |

|  | Nez Percé |
|  |           |
|  | Sahaptin  |
|  |           |

|  | Molala |
|  |        |
|  | Cayuse |
|  |        |

|  | Nez Percé |
|  |           |
|  | Sahaptin  |
|  |           |

## Historia
La unidad filogenética del grupo sahaptin, formado por el Sahaptin propiamente dicho y el Nez Percé ha sido reconcocido desde haca largo tiempo, y su unidad filogenética parece indudable.
Por otra, parte desde la propuesta de Sapir [1929] del penutio mesetario, varios lingüistas han publicado abundante evidencia en apoyo del parentesco entre el klamath (también llamado Klamath-Modoc) y el grupo sahaptiano. Recientemente, Berman (1996) proveyó evidencia convincente para incluir al molala entre las lenguas penutias de la meseta. Otros investigadores han indicado prometedoras similitudes entre el penutio de la meseta y la familia de lenguas maidu, aunque esta propuesta no está totalmente demostrada y permanece a nivel de hipótesis pendiente de confirmación.
Silverstein [1979] considera que tras examinar la evidencia disponible de las lenguas penutíes de la Meseta que es muy improbable que formen una unidad filogenética bien definida, y por tanto, deben entenderse como un grupo geográfico y no como una subfamilia de lenguas válida.

## Características comunes
Algunos autores como Silverstein juzgan que es improbable que las lenguas penutias de la Meseta constituyan una unidad filogenética válida. Por lo cual esta rama debe entenderse ante todo como una clasificación geográfica conveniente dentro de la macrofamilia penutia.

### Gramática
La siguiente es una lista comparativa de los pronombres:
| GLOSA                | Sahaptin | Molala | Cayuso | Klamath | Lutuami |
| -------------------- | -------- | ------ | ------ | ------- | ------- |
| 1.ª persona singular | in       | ʔína   | ínin   | ni      | ni      |
| 2ª persona singular  | im       | kíˑ    | nikí   | ʔi      | i       |
| 3ª persona singular  | ipi      | níˑp   | nip    | bi      | hut     |
| 1.ª persona plural   | nun      | kimt   | námək  | naˑd    | nat     |
| 2ª persona plural    | ima      | kimt   | mkímiš | ʔaˑd    | at      |
| 3ª persona plural    | inma     | nimt   | nípik  | baˑd    | hutsa   |

Varias lenguas muestran una alternancia n-/l- en la raíz, a veces aparentemente condicionada por el acento:
(Sahaptin) náxs 'uno' / uy-láxs 'seis' (= '5 + 1')
(Nez-Percé) náqe 'uno' / ʔoy-láqe 'seis' (= '5 + 1')
(Cayuso) nowi 'cinco' + na 'uno' > nowína 'seis' / nowi 'cinco' + mat 'tres' > nomiwát 'ocho'

### Comparación léxica: numerales
Los numerales del 1 al 10 son:
| GLOSA | Sahaptiano | Sahaptiano | Sahaptiano  | Klamath- Modoc | Molala           | Cayuse       | PROTO- MESETA |
| GLOSA | Sahaptin   | Nez-Percé  | Yakima      | Klamath- Modoc | Molala           | Cayuse       | PROTO- MESETA |
| ----- | ---------- | ---------- | ----------- | -------------- | ---------------- | ------------ | ------------- |
| '1'   | náx̩š       | náqc       | naxš        | n̥a:s           | nánga            | ná           | *naqs         |
| 2     | napt       | lepít      | ni:pt       | la:p           | lâ'p.ka          | lip.lint     | *lip-~ *lap-  |
| 3     | míta:t     | mitá:t     | míta:t      | ndan           | mát.ka           | mat.nint     | *mit-~ *mat-  |
| 4     | pí.napt    | pí:lept    | píni:pt     | woni:p         | píp.a            | píping       | *pi-lip-      |
| 5     | páxat      | páxlo      | páχa:t      | ton'ip         | pí.kuu           | tauwít       |               |
| 6     | uy.láxs    | ʔoy.lá:qc  | ptáχninš    | n̥ač.ksept      | ná.pit.ha        | nowí.na      | *na+5 *5+na   |
| 7     | uy.nápt    | ʔuy.né:pt  | túska:s     | lap.ksept      | lá.pit.ha        | nowi.líp     | *lap+5 *5+lap |
| 8     | uy.mátat   | ʔuy.métet  | paχatʼumá:t | ndan.ksept     | mát.pit.ha       | nomi.wát     | *mat+5 *5+mat |
| 9     | k'uyc      | k'uyc      | cʼmɨst      | n̥ač.qʼe:ks     | la.kint.shi-átks | tanawiashint |               |
| 10    | pútimt     | pú:timt    | pútɨmpt     | tewnʼip        | lák.nan          | miníti.t     |               |